# Ceiling-Temperatur
Als Ceiling-Temperatur, von englisch ceiling = „Decke“,  bezeichnet man in der Kunststofftechnik die Temperatur, bei der Polymerisation und Depolymerisation gleich schnell ablaufen und scheinbar keine Reaktion mehr stattfindet. Die Ceiling-Temperatur ist für die meisten Kettenpolymerisationen von Bedeutung.

## Beschreibung
Die einzelnen Reaktionsschritte bei einer Polymerisation sind in den meisten Fällen reversibel, das heißt umkehrbar. Die umgekehrte Reaktion ist die Depolymerisation. Mit zunehmender Temperatur kann die Rückreaktion immer schneller ablaufen. Bei einer bestimmten Temperatur – der Ceiling-Temperatur – laufen beide Reaktionen gleich schnell ab. Für den Beobachter ist die Reaktion zum Stillstand gekommen. Da es sich um ein dynamisches Gleichgewicht handelt, finden sehr wohl noch Reaktionen statt. Hin- und Rückreaktion laufen jedoch gleich schnell ab, sodass die Reaktion scheinbar zum Stillstand gekommen ist.

## Thermodynamische Betrachtung
Aus thermodynamischer Sicht läuft eine Polymerisation – nach der Überwindung der Aktivierungsenergie – nur dann spontan ab, wenn die Freie Reaktionsenthalpie ΔG (Gibbs-Energie) negativ ist. Dies gilt für Polymerisationen wie für jede andere chemische Reaktion auch (siehe Thermodynamik#Energieberechnungen in der Thermodynamik). ΔG ergibt sich aus der Differenz von molarer Reaktionsenthalpie ΔH und dem Produkt der absoluten Temperatur T mit der molaren Reaktionsentropie ΔS:
{\displaystyle \Delta G=\Delta H-T\cdot \Delta S}
Bei der Polymerisation nimmt der Ordnungsgrad zu, da die Anzahl der Moleküle abnimmt und ein Phasenübergang zu einer Phase mit einem höheren Ordnungszustand stattfindet. Beispielsweise wird aus einem monomeren Gas ein polymerer Feststoff. Die Entropie nimmt bei der Polymerisation somit stetig ab, der Wert ΔS ist negativ, wie auch der Wert von ΔH (exotherme Reaktion). Solange der negative Enthalpieterm ΔH größer ist als der positive Entropieterm −T · ΔS, verläuft die Reaktion in Richtung der Polymerisation. Wird die Temperatur erhöht, so wird der Entropieterm immer größer. Bei einem bestimmten Wert von T ist die Reaktionsenthalpie gleich der Reaktionsentropie und ΔG wird Null. Polymerisation und Depolymerisation halten sich nun genau die Waage. Die Reaktion kommt scheinbar zum Stillstand. Wird die Temperatur weiter erhöht, so überwiegt die Depolymerisation (Rückreaktion) und das gebildete Polymer wird abgebaut.
Die Ceiling-Temperatur kann auch nach folgender Gleichung berechnet werden:
{\displaystyle T_{\mathrm {C} }={\frac {\Delta H^{\circ }}{\Delta S^{\circ }+R\cdot \ln[M]c}}}
Dabei ist [M]c die Monomerkonzentration und R die universelle Gaskonstante. Die Ceiling-Temperatur ist – außer vom Monomer – vor allem von dessen Konzentration abhängig (siehe obige Gleichung). TC wird daher häufig auf die Konzentration bezogen. Die Ceiling-Temperatur verhält sich proportional zum Druck, bei der die (De)-Polymerisationsreaktion stattfindet. Nimmt der Druck zu, so erhöht sich auch die Ceiling-Temperatur.
Das Gegenstück zur Ceiling-Temperatur ist die Floor-Temperatur (von engl. floor = „Fußboden“). Dies ist die Mindesttemperatur die benötigt wird, damit eine Polymerisation stattfinden kann. Dieser sehr seltene Fall ist dann möglich, wenn das ΔS einer Reaktion positiv, das heißt die Reaktion endoentropisch ist (zunehmende Entropie) und die Reaktionsenthalpie sehr kleine Werte (positiv, negativ oder null) aufweist. Dies ist bei der Polymerisation von Schwefel-Ringen, Selen-Octameren oder Octamethylcyclotetrasiloxan (OMS) zu den korrespondierenden linearen Polymeren der Fall.
| Monomer           | −ΔH in kJ mol−1 | −ΔS in J K−1 mol−1 | TC in °C |
| ----------------- | --------------- | ------------------ | -------- |
| Isobutylen        | 54              | 165                | 50       |
| α-Methylstyrol    | 34              | 102                | 61       |
| Tetrahydrofuran   | 17 bis 21       | 71 bis 84          | 85       |
| Methylmethacrylat | 54              | 110                | 220      |
| Propen            | 71              | 124                | 300      |
| Styrol            | 71              | 122                | 310      |
| Ethen             | 92              | 137                | 400      |
| Tetrafluorethylen | 193             | 226                | 580      |

## Technische Bedeutung
Die Ceiling-Temperatur ist vor allem bei der Produktion von Polymeren eine wichtige Kenngröße. Auch bei der Polymerbearbeitung spielt sie eine gewisse Rolle. Wird die Ceiling-Temperatur, beispielsweise beim Extrudieren überschritten, so kann dabei das Polymer in Mitleidenschaft gezogen werden. Allerdings ist die Ceiling-Temperatur keinesfalls gleichbedeutend mit der maximalen Gebrauchstemperatur eines Polymers. Ein aus dem Reaktionsgemisch entferntes Polymer – man spricht dabei als Gegenstück zu einem „lebenden Polymer“ auch von einem „toten Polymer“ (dead polymer) – kann auch oberhalb der Ceiling-Temperatur stabil sein und muss nicht zwangsläufig depolymerisieren, solange keine aktive („lebende“) Endgruppe gebildet wird, mit der eine „lebende“ Depolymerisation starten kann. Solche Endgruppen können aber durch thermische Einwirkungen, Photolyse (UV-Licht), das Biradikal Sauerstoff oder andere geeignete Chemikalien leicht gebildet werden. Insgesamt ist der degenerative Abbau von Polymeren ein sehr komplexer Vorgang, der durch eine Vielzahl von Parametern beeinflusst wird. Die Degeneration kann, beispielsweise durch Licht oder Sauerstoff, in vielen Fällen auch bei Temperaturen unterhalb der Ceiling-Temperatur schon stattfinden.